# ハンドボールエジプト代表
ハンドボールエジプト代表はエジプトハンドボール連盟(EHF)によって編成されるエジプトのハンドボールナショナルチームである。アフリカハンドボール連盟(CAHB)に所属する。アフリカ選手権においてはチュニジア、アルジェリアに次ぐ5回の優勝を果たしている。

## 成績

### オリンピック
- 1992年 - 11位
- 1996年 - 6位
- 2000年 - 7位
- 2004年 - 12位
- 2008年 - 10位

### 世界選手権
- 1964年：15位
- 1993年：12位
- 1995年：6位
- 1997年：6位
- 1999年：7位
- 2001年：4位
- 2003年：15位
- 2005年：14位
- 2007年：17位
- 2009年：14位
- 2011年：14位
- 2013年：16位

### アフリカ選手権
- 1979年：2位
- 1981年：4位
- 1983年：4位
- 1985年：2位
- 1987年：2位
- 1989年：2位
- 1991年：優勝
- 1992年：優勝
- 1994年：3位
- 1996年：3位
- 1998年：3位
- 2000年：優勝
- 2002年：3位
- 2004年：優勝
- 2006年：2位
- 2008年：優勝
- 2010年：2位
- 2012年：3位
- 2014年：3位